# تپه‌های سید احمد
تپه‌های سید احمد مربوط به سدهٔ ۶ و ۷ ه‍.ق است و در شهرستان شیراز، بخش کوار، دهستان طسوج، روستای باغان، بین اراضی کشاورزی، کنار امامزاده سید احمد واقع شده و این اثر در تاریخ ۳۰ بهمن ۱۳۸۶ با شمارهٔ ثبت ۲۱۰۰۲ به‌عنوان یکی از آثار ملی ایران به ثبت رسیده است.